# 킴 발 살인 사건
2017년 8월 10일, 스웨덴 프리랜서 여자 언론인인 킴 발(Kim Wall)은 페테르 마센과의 인터뷰를 위해 잠수함 UC3 노틸러스에 탑승했다. 그녀는 잠수함이 코펜하겐으로 돌아오지 못한 후 실종되었다고 보고했다. 잠수함은 다음날 아침 침몰한 것으로 밝혀졌고 마센은 물에서 구출되어 체포되었다. 8월 21일과 11월 29일 사이에 발의 신체 부위가 발견되었다. 마센은 킴 발의 살인 혐의로 2018년 4월 25일 코펜하겐 법원으로부터 유죄 판결로 종신형 선고받았다.
그녀의 사망 후, 그녀의 친구와 가족들은 킴 발 추모 재단을 설립했다.